# Lescuraea darjeelingensis
Lescuraea darjeelingensis är en bladmossart som beskrevs av Jitinder Nath Vohra 1978 [1979. Lescuraea darjeelingensis ingår i släktet bågmossor, och familjen Leskeaceae. Inga underarter finns listade i Catalogue of Life.